# Kuchařská kniha

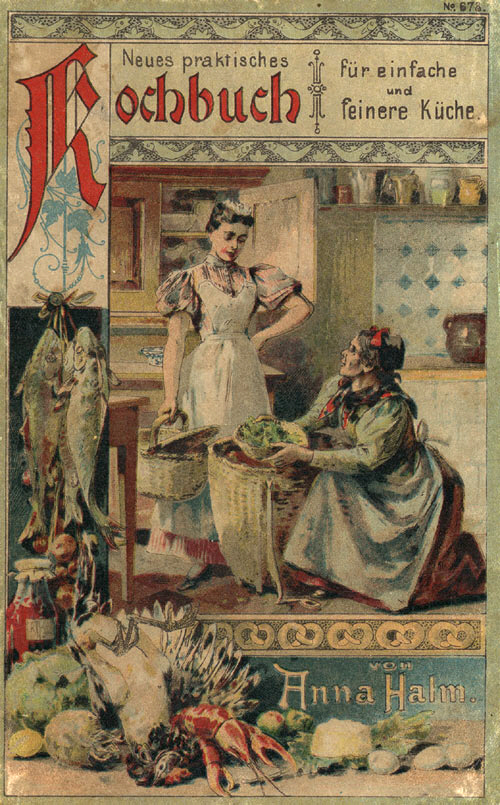
Obálka německé kuchařky, okolo roku 1900

Kuchařská kniha (často jen kuchařka) je kniha, která obsahuje recepty k vaření a přípravě jídel a nápojů. Může obsahovat také informace o původu různých surovin a ingrediencí, jejich trvanlivosti a zjišťování a zachovávání kvality. Může obsahovat i informace o kuchyňském vybavení a jeho použití. V dnešní době má také online podobu, kdy jde sice o internetové stránky, ale ty samy sebe nazývají kuchařkami a umožňují také tvorbu vlastních seznamů receptů.

## Organizace receptů
Recepty mohou být v kuchařce organizovány podle různých kritérií. V Evropě to bývá nejčastěji seskupování podle hlavní suroviny potřebné k přípravě pokrmu (pokrmy z vepřového masa, hovězího masa, zvěřiny apod.). Kromě toho může být použito i jiné kritérium např. polévky, zákusky, saláty, vegetariánská jídla apod.).
Jiným kritériem může být způsob přípravy, např. smažené pokrmy, pečené pokrmy, grilované pokrmy apod.
Kromě toho vycházejí i kuchařky, které se věnují různým kuchyním. Např. čínská kuchyně, japonská kuchyně, portugalská kuchyně, česká kuchyně apod.

## Kuchařky
- r. 1535 vyšla první kuchařka v Česku pod názvem O rozličných krmiech
- Vybavení kuchyně popsal ve svém díle Orbis pictus i Jan Ámos Komenský.
- r. 1791 Jakob Melin: Allerneuestes Oesterreichisches Kochbuch für herrschaftliche und andere Tafeln, kuchařku vydalo nakladatelství Christian Friedrich Trötscher ve Štýrském Hradci, se stejným obsahem v témže roce vyšla ve Vídni pod názvem „Die Wiener Kochkunst in ihrem ganzen Umfange” (Melin Jacob), několikrát také s pozměněným názvem jako plagiát, např. r. 1794 v Brně pod názvem: „Allerneustes Brünner Kochbuch, für herrschaftliche und andere Tafeln”[1][2][3]
- r. 1805 Maria Anna Neudecker (rozená Ertl), hospodyně na Franzensparku u Chebu: „Die Bayersche Koechin in Böhmen ein Buch, das sowol für vornehme, als gewöhnliche Küchen eingerichtet ist”, bavorská kuchařka pro luxusní i běžnou kuchyni[4]
- Velmi známou českou kuchařskou knihou je Domácí kuchařka aneb pojednání o masitých a postních pokrmech pro dcerky české a moravské od paní Magdaleny Dobromily Rettigové, která vyšla poprvé v roce 1826[5][6][7].
- r. 1828 ve Vídni Franz Zelena: „Die Kochkunst für herrschaftliche und bürgerliche Tafeln, oder allerneuestes Österreichisches Kochbuch”, kuchařku vydalo ve stejném roce v Praze nakladatelství Kronberger und Weber[8]
- V roce 1896 vydal Emanuel Persein-Beránek v Americe česky psanou knihu Nová domácí kuchařka pro česko-americké hospodyně[9]
- V roce 1904 vydala Marie Rosická v Americe česky psanou knihu Domácí kuchařka česko-americká[10]
- V roce 1924 vydala M. J. Janků-Sandtnerová kuchařku s názvem Kniha rozpočtů a kuchařských předpisů, která vycházela v mnoha vydáních ještě po 2. světové válce
- Nejznámější současnou českou kuchařkou knihou je Kuchařka naší vesnice[11]. V roce 2005 vyšlo již její 15. vydání.

## Přenesený význam slova
Slovo kuchařka se v přeneseném významu někdy používá i pro knihy, které nemají s přípravou jídel nic společného. V tomto smyslu je kuchařka každá kniha, která obsahuje podrobný návod nebo instrukce k libovolné lidské činnosti.